# Ульяновы
Улья́новы — нетитулованный древний российский дворянский род.
Самый старый из нескольких родов Ульяновых восходит к середине XVII века, предки которых жалованы поместьями (1623).
Род Ульяновых занесён в родословную книгу: VI часть Симбирской, Нижегородской губерний. Род числится в списке владельцев помещичьих имений в 100 душ и более.
Род Николая Ильича, отца Ульянова-Ленина Владимира Ильича внесён (1886) в III часть родословной книги Симбирской губернии.

## История рода
По опричнине казнены Никифор и Фёдор Ульяновы (1571-1574), их имена занесены в синодик опальных. Опричником Ивана Грозного числился Олег Ульянов (1573).
Жилец Денис Ульянов подаёт челобитную и закладную кабалу в Поместный приказ (1648). Дьяк Леонтий Ульянов воевода Олонца (1687-1688).

## Описание герба
В щите, имеющем голубое поле, изображён золотой крест, на поверхности которого видна птица, держащая во рту ветвь с плодами, внизу креста означена серебряная подкова, шипами обращённая вверх (изм. польский герб Ястршембец). Щит увенчан дворянским шлемом и короной со страусовыми перьями.
Намёт на щите голубой, подложенный золотом. Герб внесён в Общий гербовник дворянских родов Российской империи, часть 7, 1-е отд., стр. 59.